# Gastersche Diep
Het Gastersche Diep (ook Gasterensche Diep) is een beek in de Nederlandse provincie Drenthe. De beek maakt deel uit van het stroomgebied van de Drentsche Aa.
Het Gastersche Diep is een voortzetting van het Andersche Diep en het Rolderdiep. Samen vormen de oostelijke hoofdstroom van de Drentsche Aa. Vlak voor het dorp Gasteren voegt zich nog een korte zijtak bij de beek, die ontspringt in het Gastersche Holt De beek stroomt langs de westkant van het dorp. Oorspronkelijk liep een tak van de beek dichter langs het dorp, maar die tak is door verzanding stil komen te staan. Restanten van die tak zijn het Voorste- en het Achterste Veen in de Gasterse Duinen. Even ten noordoosten van het dorp mond het Gastersche Diep uit in het Oudemolensche Diep. Die samenkomst van beide hoofdtakken van de Drentsche Aa staat bekend als Tweediepskolk.

## Rivierprik
Het Gastersche Diep is een van de weinige paaiplekken voor de rivierprik in Nederland. Samen met Wageningen doet Staatsbosbeheer sinds 2009 jaarlijks onderzoek naar de paai.
Amerdiep ·
Anlooërdiepje ·
Deurzerdiep ·
Gastersche Diep ·
Hoornsediep ·
Looner Diep ·
Scheebroekerloopje ·
Taarlosche Diep ·
Zeegserloopje